# Arena Ali Bin Hamad Al Attiya
A Arena Ali Bin Hamad Al Attiya é uma arena coberta, localizada em Doha, Catar. Planejada e construída para sediar jogos do Campeonato Mundial de Andebol Masculino de 2015 a Arena fora inaugurada em 2014 e receberá 27 jogos do Campeonato.
Após o Campeonato Mundial de Handebol a Arena seguirá como uma arena multiuso para diversos esportes.

## História
O ginásio de esportes foi projetado por Yasser Al Khalil de James Cubitt & Partners.
O edifício está dividido em três fases de construção: um pavilhão desportivo, um edifício de televisão e uma torre de resfriamento. A área total do edifício é de 52.185 m².